# Lena Fauch
Lena Fauch ist der Titel einer deutschen Kriminalfilm-Reihe mit Veronica Ferres in der Titelrolle. Die Reihe wird seit 2012 vom ZDF ausgestrahlt.

## Handlung
Im Mittelpunkt dieser Filmreihe steht die evangelische Pastorin Lena Fauch. Sie beginnt nach dem Tod ihres Mannes als Polizeiseelsorgerin zu arbeiten und gibt ihre Gemeinde vorläufig auf. Dabei kommt sie nicht nur den Menschen und ihren Schicksalen einfühlsam näher, sondern kann auch Stück für Stück die Umstände klären, die zum Tod ihres Mannes führten.

## Episodenliste
| Nr. | Originaltitel                              | Erstausstrahlung | Regie            | Drehbuch                                     | Zuschauer             |
| --- | ------------------------------------------ | ---------------- | ---------------- | -------------------------------------------- | --------------------- |
| 1   | Lena Fauch und die Tochter des Amokläufers | 8. Okt. 2012     | Kai Wessel       | Olaf Kraemer Astrid Ströher                  | 4,39 Mio. (13,5 % MA) |
| 2   | Gefährliches Schweigen                     | 21. Okt. 2013    | Johannes Fabrick | Britta Stöckle Johannes Fabrick Olaf Kraemer | 5,21 Mio. (16,0 % MA) |
| 3   | Vergebung oder Rache                       | 1. Dez. 2014     | Johannes Fabrick | Johannes Fabrick                             | 4,86 Mio. (15,0 % MA) |
| 4   | Du sollst nicht töten                      | 5. Sept. 2016    | Martin Weinhart  | Martin Weinhart                              | 4,83 Mio. (15,7 % MA) |

## Kritiken
Rainer Tittelbach von tittelbach.tv wertete: „Wie Ferres ihre Lena Fauch spielt, das hat viel auch mit der Rolle zu tun. Dennoch wäre mit einer frischeren Schauspielerin, einem weniger mit bekannten Film(roll)en belegten Gesicht, sehr viel Spannenderes, Überraschendes möglich gewesen. Da hätte man als Zuschauer vielleicht mehr entdecken können in dieser Geschichte um fehlende Barmherzigkeit und den Leidensdruck der hohen Erwartungen. So ist von vornherein die Tonlage vorgegeben: Betroffenheitsgestus mit empathischer Unerschrockenheit. Das ist solide Seelenkrimi-Unterhaltung, deren Botschaft allenfalls offene Türen einrennt.“